# يوكي اوتشيدا
يوكي اوتشيدا (ولدت في طوكيو، 16 نوفمبر 1975) هي ممثلة يابانية وعارضة ومغنية وفنانة ذاع صيتها في فترة التسعينيات.

## سيرة شخصية
في المرحلة الثانوية بدأت بممارسة رياضة المبارزة، وظلت مستمرة إلى أن حصلت على المركز الثالث في إحدى المساباقات على مستوى العاصمة طوكيو
بدأت مشوارها المهني من خلال عملها كعارضة في الإعلانات التجارية، وتحديداً لشركة (ロッテ) Lotte للحلويات. ثم بدأت بمجال التمثيل سنة 1992 من خلال العمل الدرامي Sono Toki, Heart wa Nusumareta. ثم أصبحت عارضة أزياء لشركة ملابس السباحة Unitika سنة 1993, حيث بدأت شهرتها كفنانة بسبب مظهرها الخارجي الغير مألوف الأشبه بالذكوري ذو الشعر القصير. ثم بدأت بالظهور بصفة أكبر في الإعلانات التجارية والإعلام بعدها حصلت على فرصة تقديم برنامجها الاسبوعي الأول في الإذاعة وكان بعنوان Yozora ni YOUKISS! واستمر البرنامج بالبث الإذاعي من أبريل 1994 حتى مارس 2001.
أصدرت أول أغنية منفردة لها في نهاية عام 1994,"TENCA wo Torou!" حيث كانت مقدمة لأحد أعمالها الدرامية والذي حصل على المركز الأول في تنصنيف oricon الموسيقي، وكانت هي أول من حطم رقم قياسي بعدد المبيعات كمغنية انثى في هذا التصنيف والذي لم يستطع أحد ان يعتليها ما عدا إريكا سواجيري وذلك بعد 12 سنة. أستمرت بمجال الغناء لسنتين، لتصدر ألبومها الأول والذي حصل على المركز الأول والذي يحوي مجموعة أغاني كتبها الموسيقي الياباني تتسيا كومورو، ثم توقفت عام 2000 لتصب تركيزها في مجال التمثيل.
قد تم ترشيحها في العديد من أعمال الدرامية والأفلام وكانت غالباً ما تحصل على أدوار رئيسية، من أهمها الفلم الواقعي المتبنى من المانغا Hana yori dango (Boys over Flowers) بدور «ماكينو» سنة 1995 وفلم Cat's Eye سنة 1997. إعتزلت الظهور في الأوساط الفنية فور زواجها بالممثلHidetaka Yoshioka تاريخ 28 من نوفمبر 2002 ولكنها عادت مره أخرى للتمثيل عام 2006 بعد إعلان انفصالها في ديسمبر 2005. بعد 10 سنوات انقطاعها عن الشاشة عادت يوكي من خلال السينما عام 2007 في فلم Kantoku Banzai! من إخراج تاكيشي كيتانو حيث لعبت دور رئيسي. منذ عام 2012 لعبت دور هيرومي جونوتشي في العمل الدرامي الشهيرDoctor-X: Surgeon Michiko Daimon.
- موقع Uchida الرسمي باللغة اليابانية
- يوكي اوتشيدا في قاعدة بيانات الأفلام على الإنترنت

## روابط خارجية
- يوكي اوتشيدا على موقع IMDb (الإنجليزية)
- يوكي اوتشيدا على موقع ميوزك برينز (الإنجليزية)
- يوكي اوتشيدا على موقع تيرنر كلاسيك موفيز (الإنجليزية)
- يوكي اوتشيدا على موقع ديسكوغز (الإنجليزية)
- يوكي اوتشيدا على موقع قاعدة بيانات الفيلم (الإنجليزية)
- يوكي اوتشيدا على موقع ANN person (الإنجليزية)